# Премія НАН України імені І. К. Походні
Премія НАН України імені І. К. Походні — премія, встановлена НАН України з метою відзначення вчених, які опублікували найкращі наукові праці, здійснили винаходи і відкриття, що мають важливе значення для розвитку науки і економіки України за видатні роботи в галузі прикладного матеріалознавства.
Премію засновано у 2015 році постановою Президії НАН України від 01.07.2015 № 178 та названо на честь видатного українського науковця Походні Ігоря Костянтиновича.
Премію імені І. К. Походні присуджує Відділення фізико-технічних проблем матеріалознавства НАН України.

## Лауреати премії
Премії НАН України імені І. К. Походні було присуджено:

| Рік  | Тема | Лауреати                        | Коротко про лауреата                                                                                              |
| ---- | --- | ------------------------------- | --- |
| 2017 | за цикл праць «Високоефективні зварювальні матеріали з покращеними санітарно-гігієнічними показниками для зварювання сучасних високоміцних низьколегованих сталей» | Головко Віктор Володимирович    | доктор технічних наук, завідувач відділом Інституту електрозварювання ім. Є. О. Патона НАН України                |
| 2017 | за цикл праць «Високоефективні зварювальні матеріали з покращеними санітарно-гігієнічними показниками для зварювання сучасних високоміцних низьколегованих сталей» | Шлепаков Валерій Миколайович    | доктор технічних наук, провідний науковий співробітник Інституту електрозварювання ім. Є. О. Патона НАН України   |
| 2017 | за цикл праць «Високоефективні зварювальні матеріали з покращеними санітарно-гігієнічними показниками для зварювання сучасних високоміцних низьколегованих сталей» | Явдощин Ігор Романович          | кандидат технічних наук, провідний науковий співробітник Інституту електрозварювання ім. Є. О. Патона НАН України |
| 2020 | за цикл праць «Матеріали, технологія та обладнання для підводного зварювання»                                                                                      | Максимов Сергій Юрійович        | доктор технічних наук, завідувач відділу Інституту електрозварювання ім. Є. О. Патона НАН України                 |
| 2020 | за цикл праць «Матеріали, технологія та обладнання для підводного зварювання»                                                                                      | Прилипко Олена Олександрівна    | кандидат технічних наук, старший науковий співробітник Інституту електрозварювання ім. Є. О. Патона НАН України   |
| 2020 | за цикл праць «Матеріали, технологія та обладнання для підводного зварювання»                                                                                      | Кражановський Денис Миколайович | молодший науковий співробітник Інституту електрозварювання ім. Є. О. Патона НАН України                           |